# Kanton Imphy
Imphy is een kanton van het Franse departement Nièvre. Het kanton werd opgericht op 23 januari 1985 en maakt deel uit van het arrondissement Nevers.

## Gemeenten
Het kanton Imphy omvatte tot 2014 de volgende 6 gemeenten:
- Chevenon
- Gimouille
- Imphy (hoofdplaats)
- Magny-Cours
- Saincaize-Meauce
- Sauvigny-les-Bois

Door de herindeling van de kantons bij decreet van 18 februari 2014, met uitwerking op 22 maart 2015, omvat het kanton sindsdien volgende  9 gemeenten:
- Béard
- Druy-Parigny
- Imphy
- La Machine
- Saint-Ouen-sur-Loire
- Sauvigny-les-Bois
- Sougy-sur-Loire
- Thianges
- Trois-Vèvres